# Rozalén

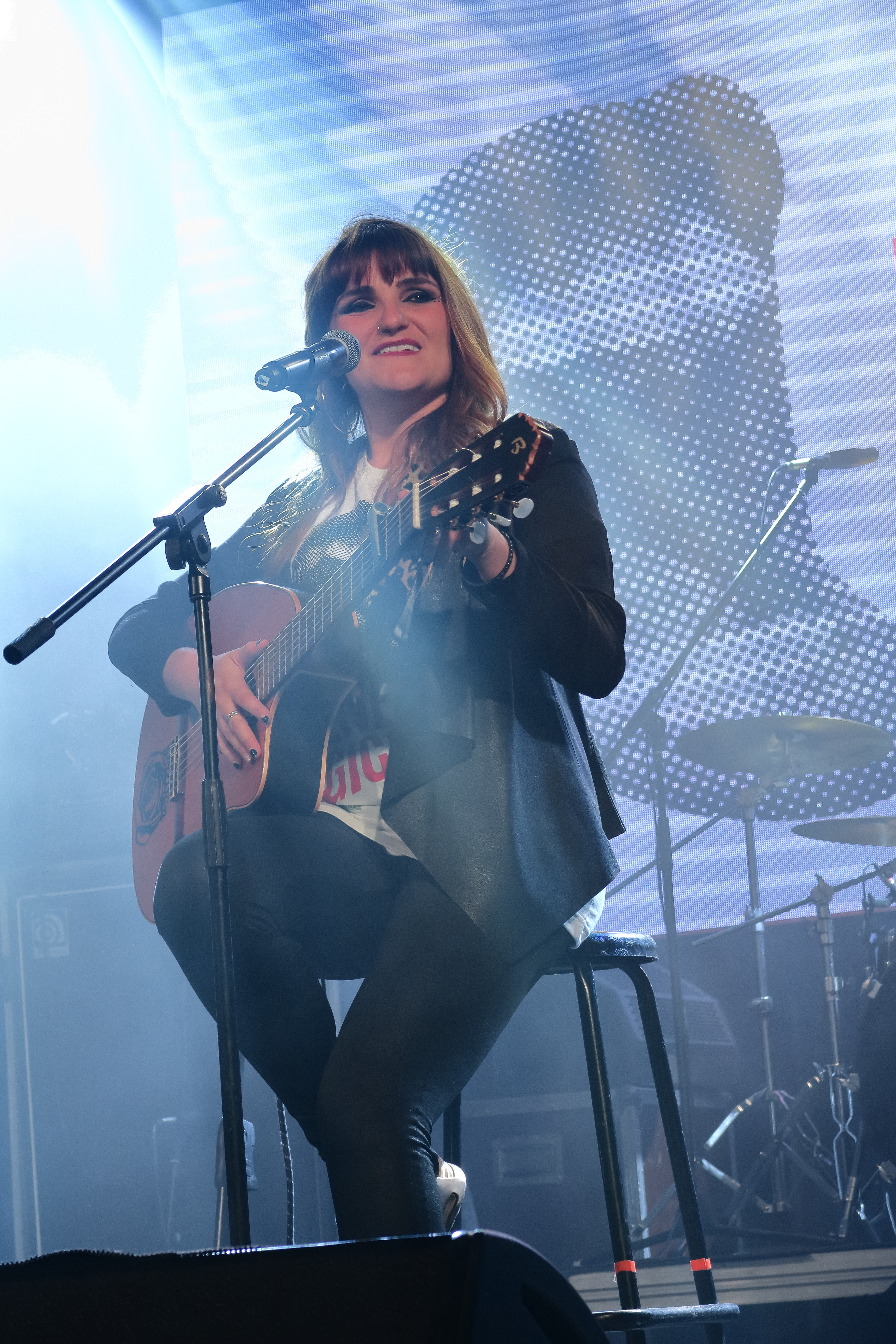
Greenpeace-Konzert in Madrid (2018)

María de los Ángeles Rozalén Ortuño bekannt als Rozalén (* 12. Juni 1986 in Albacete) ist eine spanische Sängerin, Komponistin und Gitarristin.

## Leben
Rozalén ist in Letur aufgewachsen. Sie studierte Psychologie an der Universität Murcia und schloss mit einem Master in Musiktherapie ab.
Sie arbeitet mit sozialen Organisationen und Nichtregierungsorganisationen wie Plan International,
der Asociación Española Contra el Cáncer oder der Fundación Vicente Ferrer zusammen.

## Diskografie

### Alben
| Jahr | Titel                       | Höchstplatzierung, Gesamtwochen, AuszeichnungChartsChartplatzierungen (Jahr, Titel, Platzierungen, Wochen, Auszeichnungen, Anmerkungen) | Anmerkungen                              |
| Jahr | Titel                       | ES | Anmerkungen                              |
| ---- | --------------------------- | --- | ---------------------------------------- |
| 2013 | Con derecho a …             | ES21 Platin · (79 Wo.)ES | Erstveröffentlichung: 12. März 2013      |
| 2015 | Quién me ha visto …         | ES1 Gold · (127 Wo.)ES | Erstveröffentlichung: 11. September 2015 |
| 2017 | Cuando el río suena …       | ES1 Platin · (119 Wo.)ES | Erstveröffentlichung: 15. September 2017 |
| 2018 | Cerrando puntos suspensivos | ES5 Gold · (115 Wo.)ES | Erstveröffentlichung: 23. November 2018  |
| 2020 | El árbol y el bosque        | ES1 Platin · (74 Wo.)ES | Erstveröffentlichung: 30. Oktober 2020   |
| 2022 | Matriz                      | ES6 (14 Wo.)ES | Erstveröffentlichung: 11. November 2022  |
| 2024 | El abrazo                   | ES4 (22 Wo.)ES | Erstveröffentlichung: 26. April 2024     |

### Singles
| Jahr | Titel Album                           | Höchstplatzierung, Gesamtwochen, AuszeichnungChartsChartplatzierungen (Jahr, Titel, Album, Platzierungen, Wochen, Auszeichnungen, Anmerkungen) | Anmerkungen |
| Jahr | Titel Album                           | ES | Anmerkungen |
| ---- | ------------------------------------- | --- | --- |
| 2013 | Comiéndote a besos Con derecho a…     | ES38 ×2Doppelplatin · (3 Wo.)ES | |
| 2017 | Girasoles Cerrando puntos suspensivos | ES56 Platin · (2 Wo.)ES | Erstveröffentlichung: 23. Juni 2017 |
| 2017 | Vivir Cerrando puntos suspensivos     | ES49 ×3Dreifachplatin · (4 Wo.)ES | Erstveröffentlichung: 19. Oktober 2017 mit Estopa |
| 2020 | Los abrazos prohibidos –              | ES32 (1 Wo.)ES | Vetusta Morla feat. Alice Wonder, Andrés Suárez, Carlotta Cosials, Christina Rosenvinge, Dani Martín, Depedro, Eva Amaral, Ismael Serrano, Iván Ferreiro, Joaquín Sabina, Kase.O, Leiva, Luz Casal, Maika Makovski, Marwan, Nacho Vegas, Nina de Juan, Rozalén, Santi Balmes y Xoel López |

Weitere Singles
- 2013: 80 veces (ES: Gold)
- 2014: Saltan chispas
- 2015: Vuelves
- 2015: Ahora
- 2016: Será mejor
- 2017: La puerta violeta (ES: ×2Doppelplatin )
- 2017: Estoy contigo (La Oreja de Van Gogh feat. Ana Torroja, Melendi, Iván Ferreiro, Maldita Nerea, Vanesa Martín, India Martínez, Rozalén, Andrés Suárez, Funambulista & David Otero, ES: Gold)
- 2018: Antes de verte
- 2018: Mirando al cielo (X Aniversario) (mit Huecco, ES: Platin)
- 2018: Sinmigo (ES: Gold)
- 2020: Este Tren (ES: Gold)
- 2020: Y Busqué (ES: Gold)
- 2020: Que no, que no (ES: Gold)
- 2021: Para Aute: Pasaba por Aquí (Joaquín Sabina feat. Rozalén, Marwan, Pedro Guerra, Carlos Rivera, Xoel López, Ismael Serrano, Jorge Drexler, Dani Martín, Estopa, Vanesa Martín, Silvio Rodríguez & Abel Pintos, ES: Gold)

## Bibliografie
- 2018: Cerrando puntos suspensivos